# 牛藂
牛藂（?—?），字表龄。唐代安定郡鹑觚（今甘肃灵台县）人。
牛僧孺之子。开成二年（837年）进士。咸通五年（864年）二月，以兵部尚书为检校兵部尚书，兼成都尹。乾符中，累官剑南西川节度副大使、知节度事。黄巢入長安，隨僖宗幸蜀，授太常卿。回長安後，任吏部尚书。後以司勋员外郎擔任睦州刺史。參修《文宗实录》。襄王之亂爆發，避難至太原，客死異鄉，卒年不詳。《全唐诗》录其诗一首。有子牛嶠。